# Municipio de Kambja
El municipio de Kambja (en estonio, Kambja vald) es un municipio estonio del condado de Tartu. Tiene una población estimada, a inicios de 2023, de 13 705 habitantes.

## Localidades (población año 2011)
- Aakaru 85
- Ivaste 51
- Kaatsi 59
- Kambja 689
- Kammeri 57
- Kavandu 49
- Kodijärve 66
- Kõrkküla 20
- Külitse 827
- Kullaga 40
- Laane 155
- Lalli 140
- Läti 26
- Lemmatsi 250
- Lepiku 114
- Madise 31
- Mäeküla 60
- Oomiste 30
- Õssu 313
- Paali 48
- Palumäe 34
- Pangodi 99
- Pühi 77
- Pulli 49
- Raanitsa 53
- Räni 758
- Rebase 104
- Reola 174
- Reolasoo 32
- Riiviku 17
- Sipe 65
- Sirvaku 76
- Soinaste 870
- Soosilla 46
- Sulu 58
- Suure-Kambja 82
- Talvikese 22
- Täsvere 32
- Tatra 30
- Tõrvandi 1,819
- Uhti 324
- Ülenurme 2,043
- Vana-Kuuste 272
- Virulase 99
- Visnapuu 27[2]